# Porcelana de Satsuma

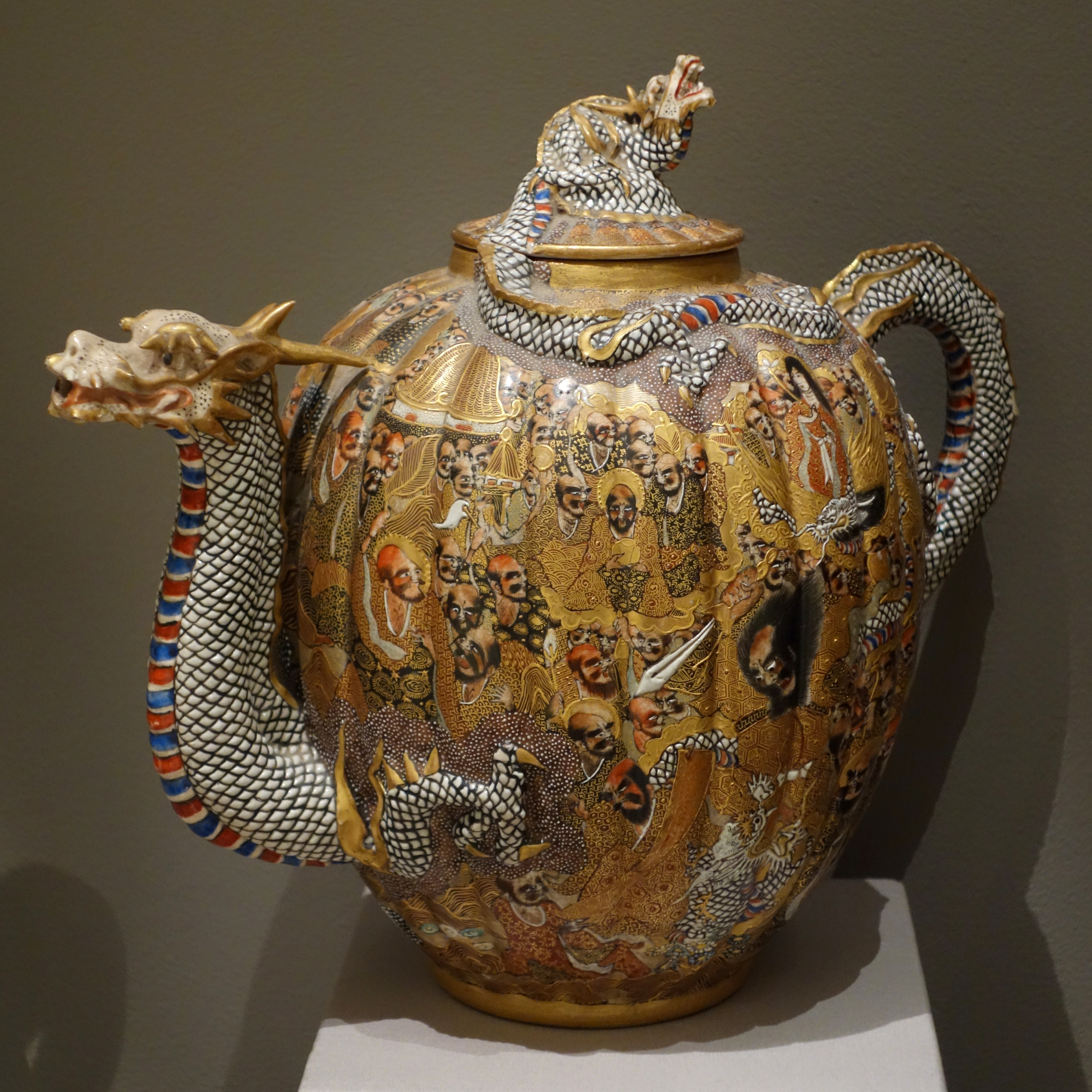
Tetera decorada por Kato Keizan (sin fecha), porcelana en oro y esmalte blanco. Museo Chacen de la Universidad de Wisconsin-Madison.

Satsuma (薩摩焼 satsuma-yaki), a veces conocida como "porcelana de Satsuma" es un tipo de porcelana de Japón. Se originó en el siglo VI, durante el periodo Azuchi-Momoyama, y se sigue produciendo hoy en día. Aunque el término puede ser usado para describir una gran variedad de tipos de cerámica, el tipo más conocido de la porcelana Satsuma tiene un color marfil, con esmaltes suaves, elaborados motivos policromados y decoraciones en oro.
La industria fue desarrollada en Satsuma por la familia Shimazu del dominio Satsuma en el sur de Kyushu, que llevó a esa vieja provincia a expertos alfareros de Corea tras la invasión japonesa de Corea. Se dieron a conocer en Europa después de su exhibición en la exposición internacional de París en 1867.